# Glub
Glub (Madrid, 1969) es un grafitero y artista plástico español.

## Biografía
Nace en Madrid en 1969, y se licencia en Bellas Artes en la especialidad de pintura en 1998. Empieza a pintar en las calles de la ciudad en 1986. Durante unos años realizará únicamente firmas dentro del movimiento de grafiti madrileño, los llamados flecheros. La firma de Glub forma parte ya de la historia del grafiti, junto al popular Muelle, como uno de sus pioneros. Ha continuado el estilo de firmas autóctonas de Madrid hasta nuestros días. Hace unos años se trasladó definitivamente a Valencia, muy cerca de Alicante ciudad que solía frecuentar y bombardear con sus grafitis en su juventud.

## Relación con el Hip Hop
Por otro lado, en 1989 Glub irrumpe en la escena hip hop española produciendo pintadas más elaboradas, dentro de la estética del grafiti neoyorquino, en el momento en que este movimiento estaba empezando en España. Es por tanto considerado uno de sus precursores, parte de lo que en el hip hop se denomina oldschool o vieja escuela. También ha continuado la realización de grafitis dentro de esta corriente hasta la actualidad, abarcando una gran diversidad de estilos. 

## Reconocimiento de su obra
En 1992 Glub expone por primera vez sus cuadros en una galería madrileña, dentro de una muestra colectiva de los artistas más emblemáticos de grafiti de la época. En paralelo a la realización de grafiti también ha venido pintando cuadros. En 2009 publica en līnea "Relatos de un escritor de graffiti", textos propios con colaboraciones de reconocidos grafiteros como: Trase, El niño de las pinturas, Erik, Suso 033, Besdo, Dolar One, Remebe, Grito, Vato, Vota Dier, Einsamkeit, Tarantini, Ape, Suis, Wendy, Loco13, Jeosm, Bboe y del ilustrador Pepe Valera. Manteniendo la filosofía altruista sobre su arte a través del grafiti, este libro es gratuito y puede descargarse en Internet. Un año y medio antes autopublica "Memorias en graffiti", un libro en castellano e inglés, con su historia personal en relación con el grafiti y el nacimiento del movimiento en Madrid en los años 80. Allí se narra la evolución de su estilo en primera persona, junto a fotos de sus obras y de otros.

## Galería de imágenes

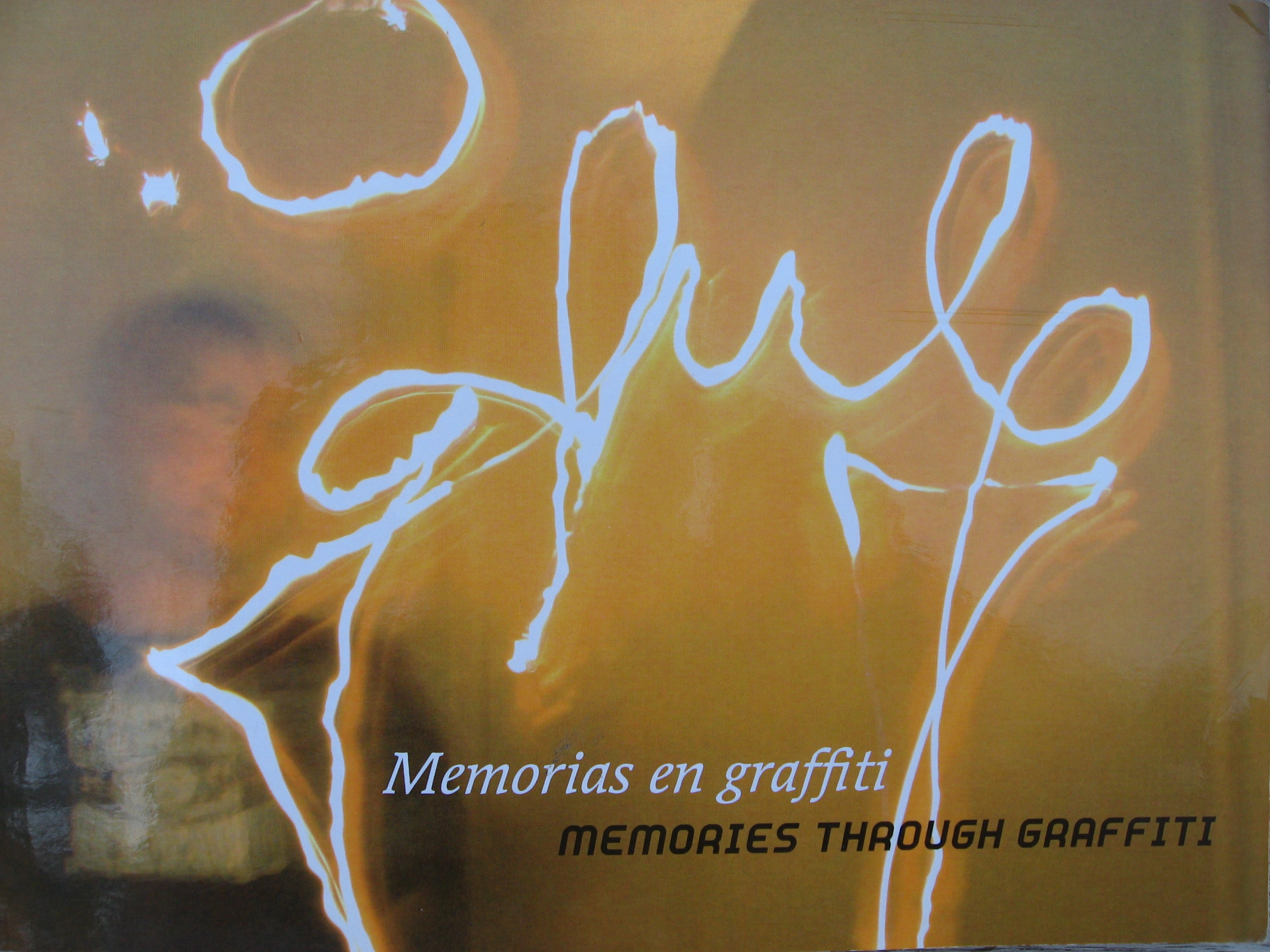
portada del libro "Memorias en graffiti". Glub, 2007.
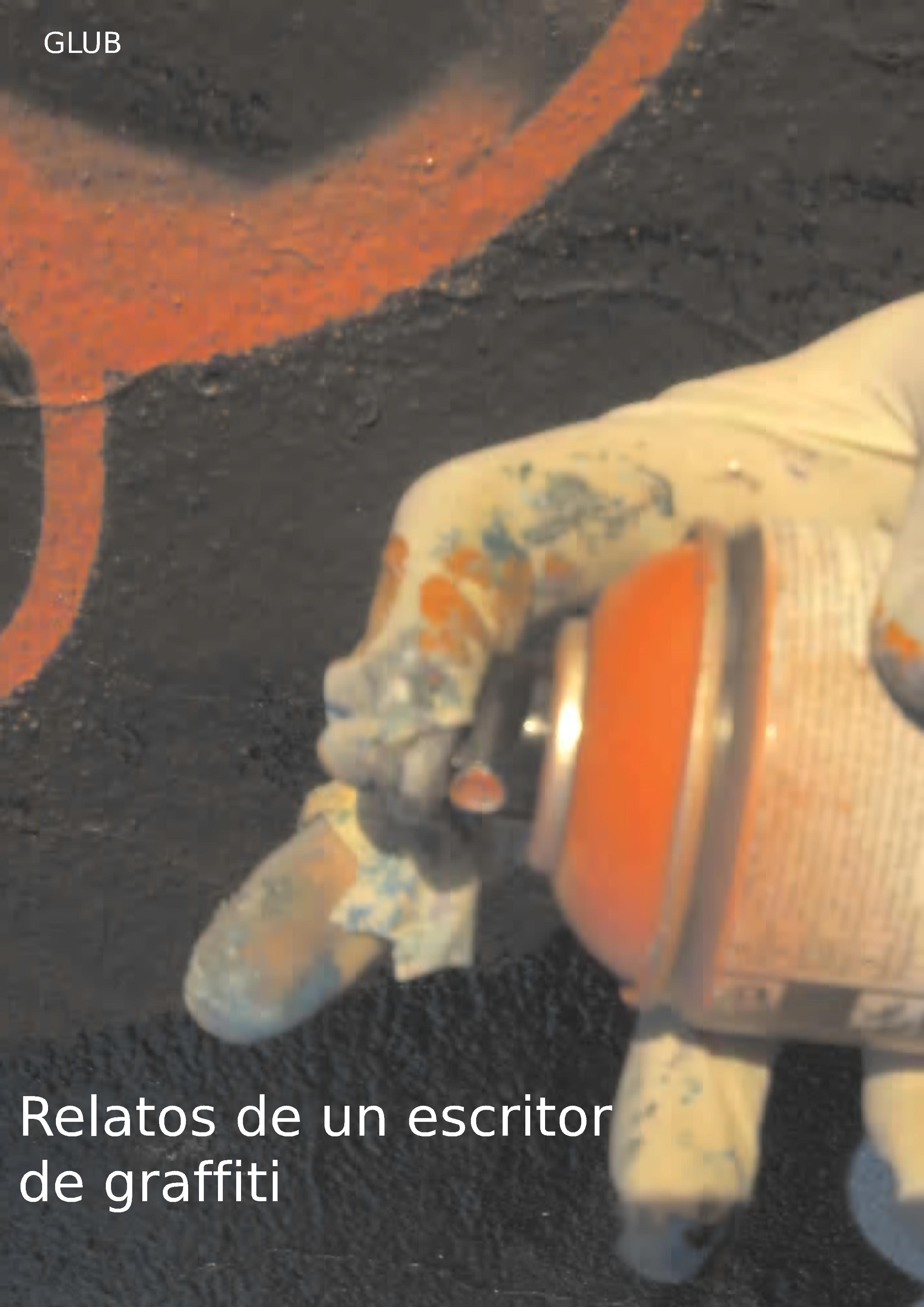
portada del libro "Relatos de un escritor de graffiti". Glub 2009.
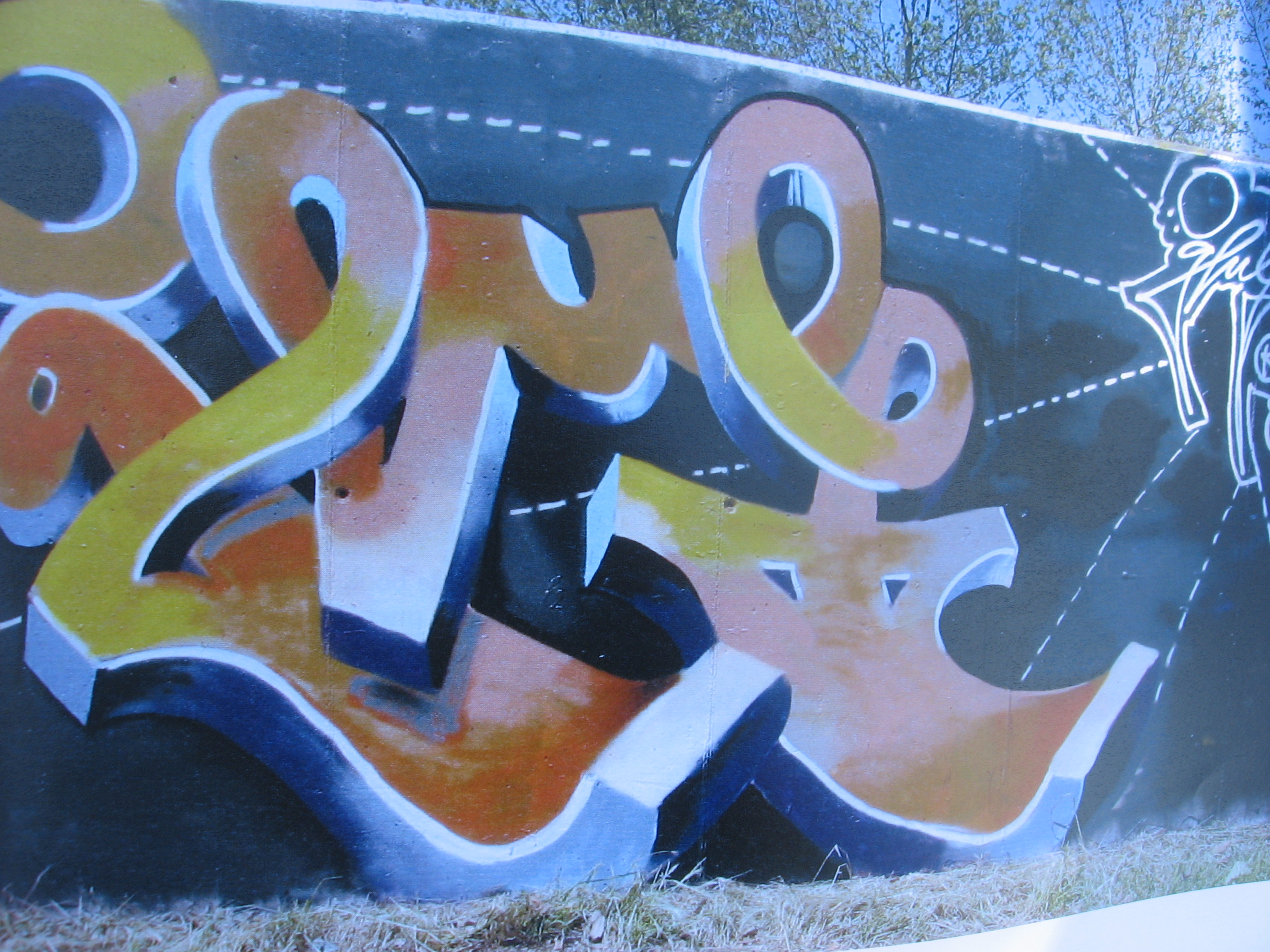
Grafiti de Glub, Madrid 2006.
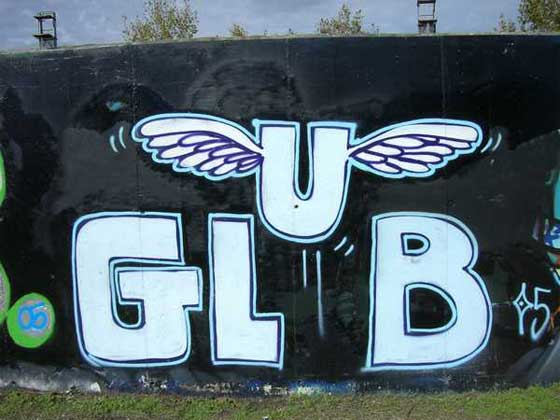
Grafiti de Glub, 2005
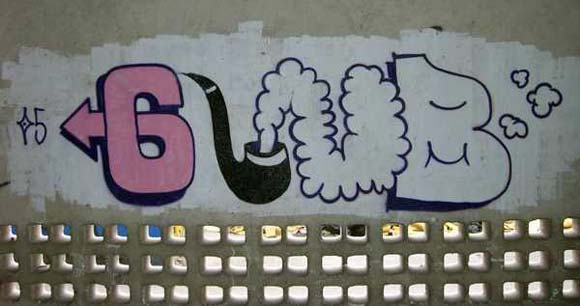
Grafiti de Glub, 2005
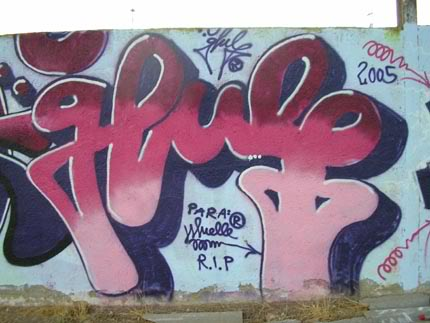
Graffiti de Glub en homenaje al Muelle, Madrid 2005